# Pavlivka, Kompaniivka
Pavlivka (în ucraineană Павлівка) este un sat în comuna Petrivka din raionul Kompaniivka, regiunea Kirovohrad, Ucraina.

## Demografie
Componența lingvistică a localității Pavlivka
     Ucraineană (95,42%)
     Română (3,05%)
     Rusă (1,53%)
Conform recensământului din 2001, majoritatea populației localității Pavlivka era vorbitoare de ucraineană (95,42%), existând în minoritate și vorbitori de română (3,05%) și rusă (1,53%).